# Réglementation Q
La réglementation Q est une réglementation américaine créée en 1930 qui fait partie des dispositions du Glass-Steagall Act.
La réglementation consiste en deux types de mesures :
- interdiction du versement d'intérêt sur les dépôts à vue ;
- plafonnement des taux d'intérêt sur les dépôts à terme.

Cette réglementation a été motivée par la Grande Dépression, où a été observée une concurrence élevée entre les banques pour attirer les dépôts en augmentant les taux d'intérêt offerts, ce qui a été perçu comme ayant encouragé le comportement spéculatif des banques et aggravé la crise de 1929. Mais la réglementation a aussi pour vocation d'encourager les épargnants à détenir des titres sur le marché financier.
Face à l'inflation des années 1960 et à l'augmentation des taux d'intérêt pratiqués à Londres pour attirer les capitaux dans le contexte de la reconstruction européenne d'après-guerre, elle favorise l'émigration des capitaux américains vers l'Europe et en particulier vers la City — ces dollars placés en Europe ont été  qualifiés d'eurodollars. Ces dollars étaient ensuite prêtés par les banques, engendrant ainsi un effet multiplicateur et accentuant l'excès de la masse de dollars par rapport à l'or détenu par les Etats-Unis 
La majorité des plafonds est retirée par le Depository Institutions Deregulation and Monetary Control Act voté sous la présidence de Jimmy Carter en 1980 et mis en application en 1986. Le Dodd-Frank Act supprime définitivement la réglementation Q.